# Forame cego
Forame cego é uma estrutura anatômica localizada na terminação da crista do osso frontal e nele está inserida a veia emissária ao seio sagital superior.
A duramáter insere-se nesta crista, formando o que é chamado de foice do cérebro.